# گندی‌شاپور (شهر)
گُندی شاهپور، گندی‌شاپور، جندی‌شاپور، وندوی شاپور، وندو شاور و به سریانی بت لاپاط یکی از مهم‌ترین شهرهای دوره ساسانی بود که توسط شاهپور یکم ایجاد گردید. جندی‌شاپور از همان بدو تأسیس به تدریج به صورت یکی از مراکز علمی و پزشکی جهان آن روز درآمد و بنا به‌گفتهٔٔ تاریخ‌نویسان شاپور دستور داده بود تعداد زیادی از کتاب‌های طب یونانی را به زبان پهلوی ترجمه و در آنجا نگهداری کنند، خسرو انوشیروان در این شهر بیمارستان بزرگی ساخت و بر توسعهٔ دانشکدهٔ پزشکی آن افزود. در مورد مکان دقیق این شهر اختلاف نظر وجود دارد اما به نظر می‌رسد جندی‌شاپور در محدوده میان شهرهای شوشتر، شوش و دزفول قرار داشته‌است.
ابوحنیفه دینوری در کتاب اخبارالطوال گوید: 

 چون شاپور پسر اردشیر بابکان به شهریاری رسید، لشکر به روم کشید پس چون به عراق بازگشت به خاک اهواز (منظور ولایت اهواز است) رفت و به جستجوی جای مناسبی برای احداث شهری پرداخت تا اسیرانی را که از خاک روم با خود آورده بود، در آن جای سکنی دهد، پس شهر جندی‌شاپور را بنیاد کرد و این شهر را به زبان خوزی نیلاط می‌گفتند، لیکن مردمش آن را نیلاب می‌خوانند.
با توجه به این نکته که شهر مذکور چند نام داشته، می‌توان دریافت که پیش از تجدید بنا در روزگار شاپور وجود داشته و ناحیه‌ای مسکونی به‌شمار می‌رفته‌است. معروف است که وی پس از غلبه بر والرین و ویران ساختن انتاکیه اسیران رومی را در این محل اسکان داد و نام آن را وه اندیوک شاپور به معنی به از انتاکیه شاپور نامید.
«معرفت یونانی در امپراتوری ساسانی به ویژه به واسطه مسیحیان یونانی و سوری اشاعه یافته بود که حضور آن‌ها در وه اندیوگ شاپور (گندی‌شاپور) مسلم است.»
مانی پیامبر ایرانی در همین شهر بدار آویخته شد و پیکر او را بر دروازه آویختند و از آن به بعد آن دروازه تا ادوار اسلامی بنام دروازهٔ مانی نامیده می‌شده‌است. دیگر از رویدادهای مهم تاریخی در این شهر قیام انوشکزاد فرزند خسرو انوشیروان را بر ضد پدر می‌توان نام برد. انوشکزاد که در دامان مادری مسیحی پرورش یافته بود با تکیه به نیروی مسیحیان و گروهی از سپاهیان و بازرگانان قیام پردامنه‌ای را آغاز کرد اما سرانجام مغلوب شد و قیام به‌شدت سرکوب گردید. در این شهر ضرابخانهٔ بزرگی قرار داشت و بیشتر سکه‌های یزدگرد سوم در این شهر و ناحیهٔ سیستان ضرب گردیده‌اند. دروازه‌های شهر در حدود سال هیجدهم هجری با وساطت یکی از ایرانیان تازه مسلمان بر روی اعراب گشوده شد و شهر از ویرانی و انهدام نجات یافت، بدین ترتیب تا اوایل دوران خلفای عباسی این شهر به حیات اجتماعی خود ادامه داد. گندی‌شاپور در قرون سوم و چهارم هجری که بر اهمیت بغداد افزوده شد، به تدریج موقعیت خود را از دست داده، به ویرانی گرائید از این شهر بزرگ ساسانی فعلاً هیچ آثاری بر جای نمانده و بزحمت بقایای مختصری از خرابه‌های آن در نزدیکی رود کارون می‌توان مشاهده کرد.

## مکان شهر گندی‌شاپور
در مورد مکان گندی‌شاپور اختلاف نظر وجود دارد و مکان قطعی آن مشخص نشده‌است. برخی منابع قدیمی‌تر محل جندی‌شاپور را در اهواز می‌دانستند. احمد اقتداری معتقد است منظور از اهواز، ولایت اهواز (خوزستان) بوده‌است، نه شهر اهواز امروزی. وی در دهه ۵۰ خورشیدی در کتاب آثار و بناهای تاریخی خوزستان (دیار شهریاران) در خصوص مکان شهر گندی‌شاپور مرور منابع انجام داده و چنین نتیجه گرفته که این شهر می‌بایست در محدوده میان شهرهای شوشتر، شوش و دزفول قرار داشته باشد.
ابن حوقل جغرافیدان سده چهارم هجری محل شهر جندی‌شاپور را یک منزلگاه تا شوش و یک منزلگاه تا شوشتر ذکر کرده‌ و در نقشه‌ای که ارائه نموده، این شهر را مابین شوشتر، شوش و هرمز(شهر اهواز) نشان داده است.
محمد علی امام شوشتری شاه‌آباد دزفول را به عنوان محل احتمالی شهر گندی‌شاپور معرفی کرده و محمدزمان خدایی معتقد است دو جندی‌شاپور (شهر شاپور) وجود داشته که مورخان گاهی یکی را جای دیگری گرفته‌اند. وی شهر شوشتر را همان شهر معروف و دانشگاهی گندی‌شاپور می‌داند.
محمدعلی امام شوشتری در سال ۱۳۱۶ احتمال اینکه جندی‌شاپور در حوالی روستای شاه‌آباد (شاه‌ابوالقاسم یا اسلام‌آباد) دزفول باشد را مطرح کرد.
نظریه وجود شهر جندی‌شاپور در محل روستای شاه‌آباد که مقبره یکی از مریدان شیخ اسماعیل قصری به نام شیخ ابوالقاسم بوده‌است، از آن جا ناشی می‌شود که سیدمحمدعلی مرتضوی از منسوبان محمدعلی امام شوشتری در محل بقعه این عارف کتیبه‌ای مشاهده کرد که بر آن ابیاتی منسوب به یعقوب لیث حک شده بود و چون یعقوب در جندی‌شاپور وفات یافته بود، فرض نمود که جندی‌شاپور احتمالاً در محل روستای شاه آباد مابین دزفول و شوشتر واقع شده باشد. برخی منابع ازجمله برخی نویسندگان اروپایی نظیر نیکولا راست که در دهه‌های گذشته در این خصوص مطلب نوشته‌اند، این نظریه را مبنا قرار داده یا نقل کرده‌اند. شعر روی کتیبه به شرح زیر است:
| بگرفتم از خراسان تا مُلک پارس یکسر |
| ملک عراق از من هرگز نبود رسته     |
| بدرود یاد گیتی بانوی نوبهاران     |
| یعقوب لیث گویی در آن نبد نشسته    |

محمد علی امام شوشتری در اواخر حیاتش در سال ۱۳۵۰ گفته نام شهری که وی معتقد است در محل شاه‌آباد قرار داشته «شاپور گَرد» (شهر شاپور) و نام منطقه بزرگتر اطراف آن «ویه‌اندیوشاپور» است. وی در ادامه تحقیقاتش نوشته جندی‌شاپور یا گندی‌شاپور نامی تحریف شده‌است و شاپورگرد همان نیلاد و نیلاط اشکانی و نیلاب ساسانی است.
نظریه واقع شدن گندی‌شاپور در روستای شاه‌آباد دزفول از سوی اغلب مورخان متاخر رد شده است. احمد اقتداری، دکتر محمدزمان خدایی پژوهشگر باستانشناسی، دکتر احمد خامه‌یار پژوهشگر مزارهای اسلامی و ژولین (C. Jullien) نظریه محمد علی امام شوشتری را رد کرده‌اند. احمد اقتداری دربارهٔ دلایل امام شوشتری در واقع شدن این شهر در روستای شاه‌آباد می‌گوید: قبول این مطلب نیازمند دلایل و مدارک بیشتری است که وی در پنج مورد برشمرده است. اقتداری می‌گوید همه مورخان هم‌نظرند که یعقوب لیث در جندی‌شاپور دفن شده و در ادامه توضیح می‌دهد نظر امام شوشتری در مورد تعلق آرامگاه شاه‌ابوالقاسم در شاه‌آباد به یعقوب لیث صحیح به نظر نمی‌رسد. وی معتقد است که اگر هم جندی‌شاپور در آن حوالی باشد می‌تواند در منطقه نزدیک به تپه‌های باستانی منطقه باشد نه در شاه‌آباد. محمدزمان خدایی در مورد نظریه امام شوشتری معتقد است که با توجه به این که شیخ ابوالقاسم ۳۰۰ سال بعد از فوت یعقوب وفات یافته و بقعه او ۸۰۰ سال بعد از فوت یعقوب توسط فتحعلی‌خان حاکم شوشتر ساخته شده و همچنین با توجه به جنس سنگ، این کتیبه نمی‌تواند به مدت یازده سده از زمان فوت یعقوب به جا مانده و نشانه‌ای از مقبره یعقوب لیث و در نتیجه شهر گندی‌شاپور باشد. وی همچنین دلایل جغرافیایی در رد فرضیه امام شوشتری برمی‌شمرد.
احمد خامه‌یار با اشاره به قطعیت وجود قبر یعقوب لیث در جندی‌شاپور می‌گوید به نظر می‌رسد که دلایل ارائه شده برای اثبات اینکه بقعه شاه ابوالقاسم، آرامگاه یعقوب لیث صفاری است، کافی نیست.
C. Jullien در کتابش در سال ۲۰۰۴، خرابه‌های اطراف شاه‌آباد دزفول را ویرانه‌های دژ شوشان نامیده و جندی‌شاپور را در محل دیگری می‌داند. ابن حوقل جغرافیدان سده چهارم هجری محل شهر جندی‌شاپور را یک منزلگاه تا شوش و یک منزلگاه تا شوشتر ذکر کرده‌ و در نقشه‌ای که ارائه نموده، این شهر را مابین شوشتر، شوش و هرمز (اهواز) نشان داده است.
محمد زمان خدایی پژوهشگر باستانشناسی شوشتر را همان شهر جندی‌شاپور مشهور معرفی می‌کند. وی با ذکر دلایل تاریخی و زبانشناسی معتقد است که در نامگذاری شهرها و مناطق مشکلاتی بوده و دو جندی‌شاپور (شهر شاپور) وجود داشته‌است که مورخان گاهی یکی را جای دیگری گرفته‌اند. اما وی شوشتر را همان شهر معروف و دانشگاهی جندی‌شاپور می‌داند.

### خاطرات سفرنامه نویسان
سفرنامه نویسانی به خوزستان سفر کرده‌اند و مشاهدات یا شنیده‌های خود را نوشته‌اند.
ژان دیولافوا سفرنامه نویس و مأمور دولت فرانسه در دوره قاجار، هنگام سفر زمینی از دزفول به شوشتر در اواخر سده نوزدهم می‌نویسد: «در نزدیکی یک امامزاده دیوارهای اطراف یک شهر که مانند نمونه‌های فراوان دیگر از بین رفته‌اند، دیده می‌شود. اما هنوز شاه‌آباد نامیده می‌شود. به نظر می‌رسد این همان گندی‌شاپوری باشد که شاپور پس از پیروزی بر والرین بنیاد گذاشت.» روایت او منطبق بر نظریه محمد علی امام شوشتری است که محل جندی‌شاپور را احتمالاً در روستای شاه‌آباد دزفول می‌داند. اما دیولافوا روایتش را چنین ادامه می‌دهد: «انحطاط و از بین رفتن جندی‌شاپور از سده سیزدهم (میلادی) شروع شد یعنی زمانی که شوشتر به وجود آمد و بتدریج یکی از شهرهای مهم ایران شد و جندی‌شاپور را چنان تحت الشعاع خود قرارداد که نام جندی‌شاپور هم از خاطرها محو شد.» این جمله شاید فقط یک اشتباه است؛ شوشتر قبلتر از سده سیزدهم وجود داشته، سازه‌های آبی شوشتر و بند قیصر در سده سوم توسط شاپور ساسانی ساخته شده و حمله مسلمانان (جنگ شوشتر) در سده هفتم میلادی اتفاق افتاده‌است. یا شاید این جمله تا حدی منطبق بر نظریه محمدزمان خدایی است که جندی‌شاپور و شوشتر را دو نام یک شهر می‌داند.
ابن بطوطه در نیمه اول سده چهاردهم میلادی دو بار به خوزستان و ازجمله شوشتر سفر کرده‌است؛ یعنی چند سال پس از سده سیزدهمی که دیولافوا با عنوان زمان ساخت شوشتر و آغاز انحطاط جندی‌شاپور روایت کرده‌است. ابن بطوطه در سفر به شهرهای خوزستان هیچ اشاره‌ای به وجود شهر مهم جندی‌شاپور یا بقایای آن نکرده‌است. وی در سفرنامه خود می‌گوید: «دروازه ورود و خروج مسافران به شهر تستر (شوشتر) دروازه دسبول (دزفول) نام دارد.» و نه دروازه جندی‌شاپور. برخلاف روایت ژان دیولافوا، هنگام سفرهای ابن بطوطه به خوزستان، شهر جندی‌شاپور در شاه‌آباد مابین شوشتر و دزفول وجود نداشته‌است.

## نامگذاری
- نام گندی‌شاپور در اصل «وه‌اندوشاه‌پوهر» بوده‌است؛ یعنی بِه از انطاکیه که این معنی را می‌داده که شهر شاپور بهتر از شهر انطاکیه می‌باشد.[۲۰] چون انطاکیه شهری زیبا بوده‌است، شاپور اصرار داشته که شهری همانند این شهر در ایران بنا کند. به همین روی، هنگامی که در جنگ ایران و روم والریانوس و سربازان رومی به اسارت درآمدند، شاپور از آنان به واسطه تسلط شان بر معماری رومی خواست که شهری همچون انطاکیه بنا نهند.
- در کتاب «مجمع التواریخ» آمده‌است: «اندیو» کلمه پهلوی ساسانی است و از انطاکیه گرفته شده‌است. این شهر با الهام از فرهنگ باستان که هر شهر را براساس طرح یا داستانی می‌ساخته‌اند، شبیه صفحه شطرنج ساخته شده‌است، یعنی ۸ خیابان در ۸ خیابان.[نیازمند منبع]
- در کتاب «اخبارالحکما» شرح افسانه مانندی در ارتباط با نام گندی‌شاپور آمده که بعد از غلبه شاپور بر والریانوس و تصاحب دختر وی و دل باختن شاه به شاهزاده رومی، او شهر گندی‌شاپور را به هیئت قسطنطنیه ساخت و به او هدیه کرد.[نیازمند منبع]
- بر اساس نظر کتاب «سیر ساسانیان»، در ابتدا این محل (منظور شهر گندی‌شاپور) روستایی قرار داشته به نام «جندا». وقتی شاپور تصمیم به تملک این منطقه گرفت، از جندا که مالک آن منطقه بود خواست در ازای مبلغی آن زمین را واگذار کند. اما جندا این مسئله را به این شرط پذیرفت که در ساختن آن مشارکت داشته باشد. به همین خاطر، مردم شهر را شهر «جندا و شاپور» می‌گفتند.[نیازمند منبع]

## طرح شهر
طرح شهر جندی‌شاپور تلفیقی از معماری تمدن‌های دوره باستان است. این شهر بر روی اصول معماری یونانی به ویژه سبک معماری هیپوداموس بوده‌است. این طرح سبک ویژه‌ای است که از سده ۵ پیش از میلاد در شهرهای روم و یونان اجرا می‌شده‌است که در شهر گندی‌شاپور نیز پیاده شده و آن عبارت است از طرح مستطیل شهرسازی با خیابان‌های وسیع و مستقیم و چهارراه‌های منظم و کوچه‌های موازی که بناها نیز یک طبقه و گاهی دو یا سه طبقه بوده‌اند. روی هم رفته شهر گندی‌شاپور به شکل یک مستطیل همانند شطرنج و دارای چندین خیابان طولی و چندین خیابان عرضی بوده و خیابان‌ها یکدیگر را قطع می‌کرده‌اند، به گونه‌ای که شهر شباهتی به یک صفحه شطرنج داشته‌است. به هر روی شهر گندی‌شاپور پس از نزدیک به ۱۰ سال که از بنایش گذشت تبدیل به یک شهر بزرگ تجاری و داد و ستد شد و افزون بر رونق و کار زیاد و تحرک در شهر، در بیرون شهر در مزارع، نیشکر و گندم و جو تولید می‌شد که به وسیله بازرگانان به سراسر ایران فرستاده می‌شد. آوازه رونق تجاری در شهر گندی‌شاپور به شهرهای مجاور و حتی به میان رودان و سوریه و لبنان رسید که در نتیجه کارگر و کارفرماهای بسیاری به سمت گندی‌شاپور رهسپار شدند.

## اوج شکوفایی گندی‌شاپور
این منطقه در ابتدا محل جمع‌آوری ارتش و لشکریان خود شاپور بود و مزرعه‌ها و باغ‌های زیبا با آب فراوان داشت. به‌دلیل محکم بودن دیواره شهر و نزدیکی به کشورهای مهم، این موضع به عنوان یک مرکز در دنیای باستان شناخته شد. با ساخت شهر و دانشگاه گندی‌شاپور شروع کارهای علمی جندی‌شاپور به اوج درجه خود می‌رسد. با فرمان شاپور کتاب‌هایی از زبان‌های یونانی، رومی و هندی به پهلوی ساسانی ترجمه شد. این کتاب‌ها در کتابخانه جندی‌شاپور نگهداری می‌شدند.
ضرورتاً در کنار دانشگاه گندی‌شاپور، بیمارستان گندی‌شاپور نیز ایجاد شد. جرجی زیدان، متفکر عرب، آورده‌است: در واقع، بیمارستان یک کلمه فارسی است که پس از عظمت و شکوه جندی‌شاپور به وجود آمد. پزشکان یونانی و هندی در کنار پزشکان ایرانی در جندی‌شاپور طبابت را آغاز کردند و بیمارستانی ساخته شد که در زمان خود بی‌نظیر بود.

## احداث نخستین دانشگاه جهان
دانشگاه گندی‌شاپور در عصر خود بزرگ‌ترین مرکز فرهنگی شد. دانشجویان و استادان از اکناف جهان بدان روی می‌آوردند. مسیحیان نسطوری در آن دانشگاه پذیرفته شدند و ترجمه سریانی‌های آثار یونانی در طب و فلسفه را به ارمغان آوردند و افلاطونیها در آنجا بذر صوفی گری کاشتند. سنت طبی هندوستان، ایران، سوریه و یونان در هم آمیخت و یک مکتب درمانی شکوفا را به وجود آورد. به فرمان انوشیروان، آثار افلاطون و ارسطو به پهلوی ترجمه شد و در دانشگاه تدریس شد

## آغاز انحطاط جندی‌شاپور
ابهت و بزرگی جندی‌شاپور تا دوران اسلامی نیز گسترش داشت و خانواده بختیشوع تا آخرین روزگار جندی‌شاپور یعنی فروپاشی و انحطاط این مرکز علمی به صورت خانوادگی در آن حضوری مستمر داشتند. تا زمانی که هارون به پسر بختیشوع می‌گوید که بیمارستانی شبیه به بیمارستان جندی‌شاپور در بغداد برپا کند. این زمان مقارن با شروع انحطاط جندی‌شاپور و اعتلای بغداد است. به مرور پزشکان و لوازم پزشکی و همه امکانات از دانشگاه و بیمارستان به بغداد منتقل می‌شود، به گونه‌ای که شهرت بغداد روزبه روز اوج می‌گیرد و در مقابل جندی‌شاپور نزول می‌کند. یاقوت حموی می‌گوید: در سده هفتم، من با خرابه‌های جندی‌شاپور برخورد کردم. در واقع، شروع زوال جندی‌شاپور از سده چهارم هجری مصادف با سده نهم میلادی است.

## تسخیر گندی‌شاپور
در زمان فتوحات سپاه اسلام، هنگام فتح این شهر مقاومت‌هایی صورت می‌گیرد. در ابتدا شهر توسط سپاهی به فرماندهی زر بن عبدالله محاصره می‌شود اما نمی‌توانند وارد گندی‌شاپور شوند. عاقبت یک اسیر ایرانی در سپاه امان نامه‌ای را به تیر بسته و داخل شهر می‌اندازد، اهالی گندی‌شاپور برحسب این امان نامه دروازه‌های شهر را باز می‌کنند. آن اسیر ایرانی گفت: دوست نداشتم خون آن‌ها ریخته شود، چون آن‌ها قوم من بودند. بدینسان گندی‌شاپور تسلیم سپاه اسلام شد، اما دوران انحطاط این دانشگاه در دوران هارون الرشید و خلفای عباسی صورت پذیرفت.